# Римокатоличка црква Свете Барбаре у Беочину
Римокатоличка црква Свете Барбаре у Беочину грађена је у периоду од 1940. до 2008. године, када је добила изглед сакралног објекта.
Пре изградње цркве, 1922. године, за потребе вршења обреда преграђена је једна школска учионица, смештена лево у приземљу једноспратне зграде, на јужном челу радничке колоније, преграђена за капелу која је имала јавни карактер. И поред изграђеног минијатурног звоника на врху зграде, звоно никад у њега није уграђено. Како је школска капела била премалена за бројну католичку популацију, 14. децембра 1930. године подржана је идеја да се гради црквена зграда. Уведен је четворогодишњи самодопринос за вернике, а прикупљен новац је улаган у банку. По томе, како је прикупљен новац за градњу и по обиму добровољног рада на припреми терена, где је требало читаво једно брдо пренети како би се на брежуљку званом „Шодербања” могли ископати двометарски темељи, изграђена црква је у правом смислу радничка. 
Камен темељац за нову цркву положен је 22. септембра 1940. године. Црква Свете Барбаре мученице грађена је према нацрту инжењера Отона Вернера. До средине 1942. године изграђен је брод цркве са сакристијом као доградњом без звоника и предворја. Звоник је изграђен током 2007. и 2008. године. 